# Baixadeiro
O Cavalo Baixadeiro é uma espécie de pónei rústico brasileiro, mais especificamente nativo da baixada maranhense. Sua origem data do Brasil colonial, quando os primeiros cavalos foram importados da Península Ibérica, sendo muito provavelmente resultado do cruzamento entre cavalos da raça Garrano e Berbere, uma miscigenação dessas raças mais antigas e que se preservou na planície do Maranhão ao longo dos anos. Sua genética denota um conjunto de características únicas, e como está raça tem baixo nível de indivíduos, a Empresa Brasileira de Pesquisa Agropecuária (Embrapa) incluiu-o em seu programa de conservação.